# 47 Korpus Armijny (Imperium Rosyjskie)
47 Korpus Armijny (ros. 47-й армейский корпус) – jeden ze związków operacyjno-taktycznych  Imperium Rosyjskiego w czasie I wojny światowej. Rozformowany na początku 1918.

## Podporządkowanie
- Armii Dunajskiej (1 – 22 października 1916)
- 6 Armii (22.12.1916 – grudzień 1917)

## Dowódcy Korpusu
- gen. piechoty  A. M.  Zajonczkowskij (czerwiec – październik 1916)
- gen. lejtnant W. W. Artiomow (październik 1916 – kwiecień 1917)
- gen. lejtnant P. A. Kocebu  (od maja 1917)